# Torsten Palm
 Torsten Palm  va ser un pilot de curses automobilístiques suec que va arribar a disputar curses de Fórmula 1.
Va néixer el 23 de juliol del 1947 a Kristinehamn, Suècia.

## A la F1
Torsten Palm va debutar a la cinquena cursa de la temporada 1975 (la 26a temporada de la història) del campionat del món de la Fórmula 1, disputant l'11 de maig del 1975 el GP de Mònaco al circuit de Montecarlo.
Va participar en dues curses puntuables pel campionat de la F1, disputades totes a la temporada 1975, aconseguint una desena posició com millor classificació en una cursa i no assolí cap punt pel campionat del món de pilots.

## Resultats a la Fórmula 1
| Any  | Equip          | Xassís  | Motor    | 1   | 2   | 3   | 4   | 5       | 6   | 7      | 8   | 9   | 10  | 11  | 12  | 13  | 14  | Posició | Punts |
| ---- | -------------- | ------- | -------- | --- | --- | --- | --- | ------- | --- | ------ | --- | --- | --- | --- | --- | --- | --- | ------- | ----- |
| 1975 | Polar Caravans | Hesketh | Cosworth | ARG | BRA | SUD | ESP | MON NVQ | BEL | SUE 10 | HOL | FRA | GBR | ALE | AUT | ITA | USA | -       | 0     |

### Resum
| Curses: | Victòries: | Pòdiums: | Poles: | Voltes ràpides: | Punts: |
| ------- | ---------- | -------- | ------ | --------------- | ------ |
| 2       | 0          | 0        | 0      | 0               | 0      |